# Dioscorea septemloba
Dioscorea septemloba är en enhjärtbladig växtart som beskrevs av Carl Peter Thunberg. Dioscorea septemloba ingår i släktet Dioscorea och familjen Dioscoreaceae. Inga underarter finns listade i Catalogue of Life.